# Baía das Contendas
A baía das Contendas localiza-se na Vila de São Sebastião, concelho de Angra do Heroísmo, na Ilha Terceira, nos Açores.
Integra uma das zonas de protecção especial para aves selvagem formada pela Ponta das Contendas, por esta baía e pela Baía das Mós, incluindo o Ilhéu da Mina e a falésia para ambos os lados das duas baías

## Descrição geográfica
Trata-se de uma baía dotada de uma importante área protegida cujo aceso é bastante fácil tanto por terra como por mar. É formada por fundos marinhos de escoadas lávicas de natureza basáltica e traquibasáltica que se encontram parcialmente recobertos por formações sedimentares quaternárias, mais recentes do tipo calhaus rolados e blocos de granulometria heterogénea e ainda por areias. Nesta baía encontra-se ainda o ilhéu da Mina que forma ele próprio um habitat ao dar abrigo a uma grande variedade de fauna marítima.
As escoadas lávicas e os blocos de maior tamanho apresentam cavidades resultantes da intensa erosão marinha, permitindo um tipo de fundo com clareiras de areia, blocos de pedra de calhaus rolados pequenos e médias dimensões, grutas pequenas, rochas dispersas em fundo de areia e apresenta uma profundidade média da ordem dos 15 metros.
Este local é muito utilizado para fazer mergulho de observação com ou sem escafandro, tanto nocturno como diurno.
A Reserva Natural da Baía das Contendas destina-se a dar protecção às aves selvagens, tanto às aves dos Açores como às aves migratórias.

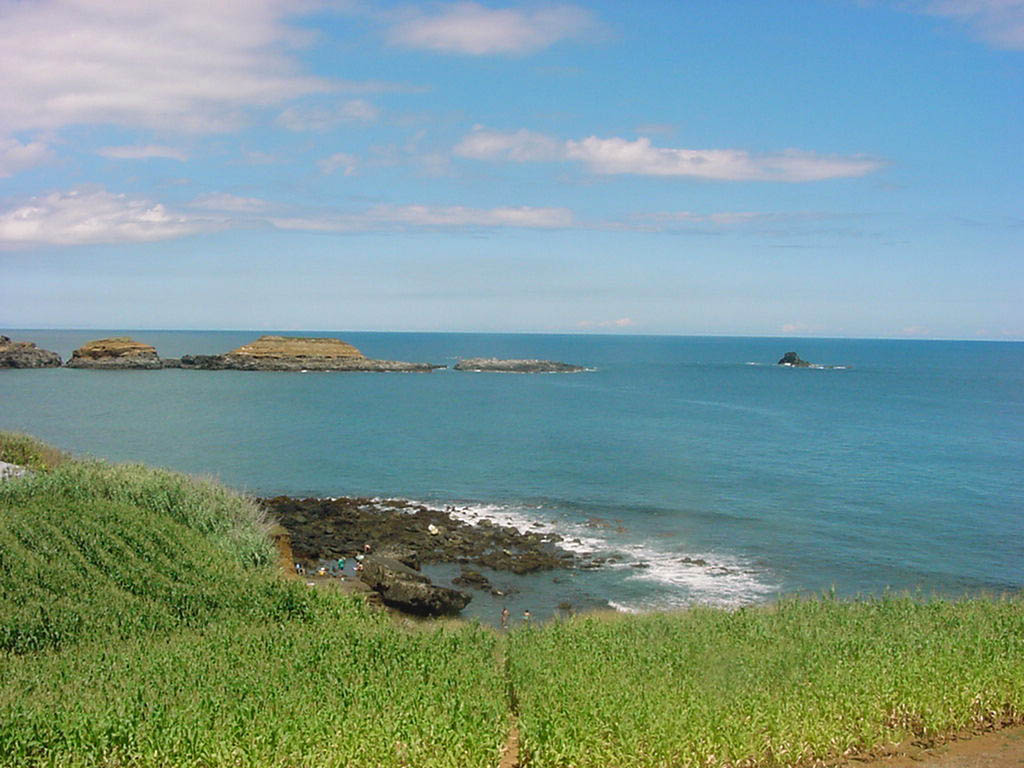
Baía das Contendas, e ilhéus da Mina, ilha Terceira, Açores.

Trata-se de uma das três importantes zonas de nidificação da ilha Terceira catalogadas internacionalmente como Important Bird Areas (IBA), as quais estão incluídas no Inventário das Zona Importantes em Portugal.
Na ilha Terceira, as três importantes zonas de nidificação internacionalmente classificadas como IBA são, além desta baía, a Zona de Protecção Especial do Ilhéu das Cabras, a costa entre a freguesia do Raminho e o Pesqueiro Velho.
Dada a irregularidade do fundo marinho, existem nesta baía várias grutas nas quais é possível observar grande quantidade de juvenis de espécies demersais principalmente Pagelus bogaraveo.
Todo o espaço envolvente desta baía, devido às características que apresenta, permite a habitabilidade por várias espécies onde se destacam pelo seu maior número a gaivina.
De entre os habitats presentes são de salientar as falésias com vegetação costeira do tipo macaronésicas, sendo os habitats dominados por matos macaronésicos imediatamente acima da linha da falésia enquanto as áreas de arriba formadas pelas falésias rochosas, ilhéus rochosos, áreas com cascalho apresentam uma fauna e flora muito variada.

## Importânciaornitológica
Esta zona além de particularmente importante para as aves marinhas nidificantes alberga a maior colónia de gaivina-rosada (Sterna dougallii) do Arquipélago dos Açores.
Representa uma zona de nidificação e de passagem de aves em via de extinção, colónias que é importante preservar.

## Espécies ornitológicas observáveis ao longo do ano
- Gaivina (Laridae)
- Freira-do-bugio (Pterodroma feae)
- Cagarra-de-cory (Calonectris diomedea) (65% da população mundial desta espécie reproduz-se nos Açores)
- Estapagado (Puffinus puffinus)
- Angelito (Oceanodroma castro)
- Rabo-de-palha-de-bico-vermelho (Phaethon aethereus)
- Marrequinha-comum (Anas crecca)
- Pato-real (Anas platyrhynchos)
- Codorniz (Coturnix coturnix)
- Galinha-d'água-comum (Gallinula chloropus)
- Borrelho-de-coleira-interrompida (Charadrius alexandrinus)
- Narceja (Gallinago gallinago)
- Galinhola (Scolopax rusticola)
- Gaivota-do-cáspio (Larus cachinnans)
- Garajau-comum (Sterna hirundo)
- Garajau-rosado (Sterna dougallii)
- Garajau-escuro (Sterna fuscata)
- Pombo-das-rochas (Columba livia)
- Pombo-torcaz-dos-açores (Columba palumbus azorica)
- Mocho-pequeno (Asio otus)
- Alvéola-cinzenta (Motacilla cinerea)
- Estorninho-malhado (Sturnus vulgaris)
- Toutinegra-de-barrete-preto (Sylvia atricapilla)
- Estrelinha-de-poupa (Regulus regulus)
- Pisco-de-peito-ruivo (Erithacus rubecula)
- Melro-preto (Turdus merula)
- Pardal-comum (Passer domesticus)
- Priôlo (Pyrrhula murina)
- Canário (Serinus canaria)
- Verdilhão (Carduelis chloris)
- Pintassilgo (Carduelis carduelis)

## Fauna marítima observável
- Solha (Bothus podas maderensis),
- Salmonete (Mullus surmuletus),
- Peixe-balão (Sphoeroides marmoratus),
- Garoupa (serranídeos),
- Bodião (labrídeos),
- Sargo (Dictyota dichotoma),
- Ouriço-do-mar-negro (Arbacia lixula),
- Ouriço-do-mar-roxo (Strongylocentrotus purpuratus),
- Lapa (Docoglossa),
- Peixe-porco (Balistes carolinensis),
- Caranguejo-eremita (Calcinus tubularis),
- Peixe-rei (Coris julis),
- Polvo (Octopus vulgaris),
- Estrela-do-mar (Ophidiaster ophidianus),
- Água-viva (Pelagia noctiluca),
- Caravela-portuguesa (Physalia physalis),
- Ratão (Taeniura grabata),
- Chicharro (Trachurus picturatus).
- Toninha-brava (Tursiops truncatus),
- Tartaruga-careta (Caretta caretta).
- Craca (Megabalanus azoricus).

## Flora marítima dominante
- Alga vermelha (Asparagopsis armata).
- Alga Roxa (Bonnemaisonia hamifera).
- Anémona-do-mar (Alicia mirabilis),
- Anémona-do-mar (Actiniaria),
- Alga castanha (Dictyota dichotoma),
- Ascídia-flor (Distaplia corolla),
- Musgo (Pterocladiella capillacea),
- Erva-patinha-verde (Ulva intestinalis),
- Alface do mar (Ulva rigida)